# Julián Herranz Casado
Julián Herranz Casado (ur. 31 marca 1930 w Baena, diecezja Cordoba), hiszpański duchowny katolicki, wysoki urzędnik Kurii Rzymskiej, kardynał.

## Życiorys
Od 1949 należy do Opus Dei jako numerariusz. Studiował medycynę w Barcelonie a prawo kanoniczne na Papieskim Międzynarodowym Athenaeum Angelicum w Rzymie, z obu tych dziedzin obronił doktoraty. 7 sierpnia 1955 przyjął w Madrycie święcenia kapłańskie. Jako ksiądz Prałatury Opus Dei, jest członkiem Stowarzyszenia Kapłańskiego Świętego Krzyża. Pracował m.in. jako wykładowca prawa kanonicznego na Uniwersytecie Nawarrry; od lat 60. związany z Kurią Rzymską, był członkiem zespołu roboczego w trakcie Soboru Watykańskiego II, następnie podsekretarzem w Papieskiej Komisji ds. Interpretacji Kodeksu Prawa Kanonicznego. Współpracował z kilkoma znaczącymi pismami katolickimi ("Studi Cattolici" w Mediolanie, "Ius Canonicum" w Pampelunie) oraz wielotomowymi opracowaniami - Dictionarium morale et canonicum (Rzym) i Gran Enciclopedia Rialp (Madryt); autor licznych prac z prawa kanonicznego. Niezależnie od zajęć w Kurii Rzymskiej prowadził działalność duszpasterską w ramach prałatury Opus Dei, m.in. w Ameryce Łacińskiej, Anglii, Irlandii, Kenii, Francji.
Od 1984 był sekretarzem Papieskiej Komisji ds. Interpretacji Kodeksu Prawa Kanonicznego, przekształconej następnie w Papieską Radę ds. Interpretacji Tekstów Prawnych (1990). Pełnił funkcję radcy w Kongregacji ds. Biskupów oraz uczestniczył w pracach innych komisji Kurii Rzymskiej. 15 grudnia 1990 został mianowany biskupem tytularnym Vertara, 6 stycznia 1991 w bazylice watykańskiej przyjął sakrę biskupią z rąk papieża Jana Pawła II, któremu asystowali przyszli kardynałowie - Giovanni Battista Re i Justin Francis Rigali. W grudniu 1994 Herranz Casado został promowany na arcybiskupa tytularnego i mianowany prezydentem Papieskiej Rady ds. Interpretacji Tekstów Prawnych. Wielokrotnie brał udział w sesjach Światowego Synodu Biskupów w Watykanie.
21 października 2003 został wyniesiony przez papieża do godności kardynalskiej, otrzymał diakonię Sant'Eugenio. Pełnienie przez niego funkcji prezydenta Papieskiej Rady zostało zawieszone po śmierci Jana Pawła II 2 kwietnia 2005. Brał udział w konklawe 2005. Nowy papież Benedykt XVI potwierdził go na poprzednim stanowisku w Kurii; Herranz Casado kierował Papieską Radą ds. Interpretacji Tekstów Prawnych do lutego 2007, kiedy złożył rezygnację ze względu na osiągnięcie wieku emerytalnego (został zastąpiony przez Francesco Coccopalmerio). 12 czerwca 2014 został promowany na kardynała prezbitera, zachował diakonię Sant’Eugenio w charakterze tytułu prezbiterskiego na zasadzie pro hac vice.

## Książki
- En las afueras de Jericó: recuerdos de los años con San Josemaría y Juan Pablo II (Na przedmieściach Jerycha), Wyd. Ediciones Rialp. (2007